# 소니 엑스페리아 Z1
소니 엑스페리아 Z1(Sony Xperia Z1)은 소니 모바일 커뮤니케이션스에서 제조/판매하는 안드로이드 패블릿 스마트폰이다.
2013년 8월 4일 독일에서 열린 베를린 국제가전박람회 2013 (IFA 2013)에서 공개하여, 2013년 9월 15일에 출시했다.

## 연혁
- 2013년 8월 4일 : 베를린 국제가전박람회 2013 (IFA 2013)에서 공개
- 2013년 9월 15일 : 중국에서 변종 모델 출시
- 2013년 9월 20일 : 표준 모델 출시

## 색상
- 블랙
- 화이트
- 퍼플

## 뒷면 카메라
렌즈는 2,070만 화소의 1/2.3인치의 엑스모어 RS IMX135 BSI CMOS 이미지 센서를 적용하였으며, 소니에서 설계/제조하는 G렌즈가 장착되어있다.
그외에도 렌즈를 따로 장착할 수도 있다.

## 외형 및 방수/방진
배터리는 내장형으로 본체가 일체형이며, 뒷면은 강화유리를 이용하였으며, 스피커와 마이크를 제외한 모든 부분을 고무 마개까지 합하여 2중 마개로 처리하여, IP58 수준의 방수, 방진을 지원한다.

## 운영 체제/소프트 웨어

### 안드로이드 4.2 젤리빈
안드로이드 OS 4.2.2 젤리빈을 탑재하여 출시했다.

### 안드로이드 5.1 롤리팝
국내 정발 C6903 기준, 5.1.1 (14.6.A.1.236) 업데이트가 가능하다.

## 특수 기능

### 기타 기능

#### exFAT
exFAT포맷을 지원하여 용량이 4 GB이상인 파일을 사용할 수 있으며, 외장메모리에도 이 기술이 적용되었다.

## 특색기능

엑스페리아 Z1 카메라 모드

카메라에 초점이 맞추어진 모델이기 때문에, 다양하고 새로운 카메라 애플리케이션이 설치되어 있다.
- 소셜 라이브 (Social live) : 밤유저(Bambuser) 회사와 공동개발한 기술로, 자신의 사진을 페이스북과 같은 SNS서비스에 즉시 업로드 및 댓글을 남길 수 있다.
- 인포아이 (Info-eye) : Z1 카메라로 찍은 사진에 대해 즉시 정보를 제공해 준다.
- 타임쉬프트-버스트 (Timeshift-burst) : 제품에 내장된 셔터버튼을 누르고 있으면 2초에 61장까지 사진연사가 가능하다. 그러나 연사기능은 풀HD(1080p) 해상도에서만 지원된다.
- AR 이펙트 (AR Effect) : 카메라의 증강현실(Augmented Reality, 줄여서 AR) 모드를 누르면 다양하고 재미있는 애니메이션을 사진에 적용할 수 있다.

## 변종
엑스페리아 Z1은 3G 혹은 4G 네트워크 지원을 위해 다양한 변종모델을 가진다.
| 모델 넘버   | FCC id     | 이동통신사 (Carriers) 혹은 지역 | GSM bands | UMTS bands                                      | LTE bands                              | 추가 정보                                                           |
| ----------- | ---------- | ------------------------------- | --------- | ----------------------------------------------- | -------------------------------------- | ------------------------------------------------------------------- |
| C6902/L39h  | PY7PM-0500 | 전지역                          | Quad      | Penta                                           | N/A                                    | [ 3 ]                                                               |
| C6906       | PY7PM-0460 | 북아메리카                      | Quad      | Penta                                           | 1, 2, 4, 5, 7, 8, 17                   | [ 4 ]                                                               |
| C6916 (Z1s) | PY7PM-0590 | T-Mobile US (미국)              | Quad      | Penta                                           | 4, 17                                  | [ 5 ]                                                               |
| C6903       | PY7PM-0450 | 전지역                          | Quad      | Penta                                           | 1, 2, 3, 4, 5, 7, 8, 20                | [ 6 ]                                                               |
| C6943       | PY7PM-0650 | 브라질                          | Quad      | Penta                                           | 1, 2, 3, 4, 5, 7, 8, 20                | This model is identical to C6903 but also supports ISDB-T in Brazil |
| SOL23       | PY7PM-0470 | au by KDDI (일본)               | Quad      | 1, 2, 4, 5                                      | 1, 3, 11, 18                           | [ 8 ] [ 9 ]                                                         |
| SO-01F      | PY7PM-0440 | NTT DoCoMo (일본)               | Quad      | 1, 5, 6, 19                                     | 1, 3, 19, 21                           | [ 10 ]                                                              |
| L39t        |            | 중국                            | Quad      | 현지용 TD-SCDMA: 34, 39 로밍 전용 UMTS: 1, 2, 5 | 현지용: 38, 39, 40, 41 로밍 전용: 3, 7 | [ 11 ]                                                              |

## 사진

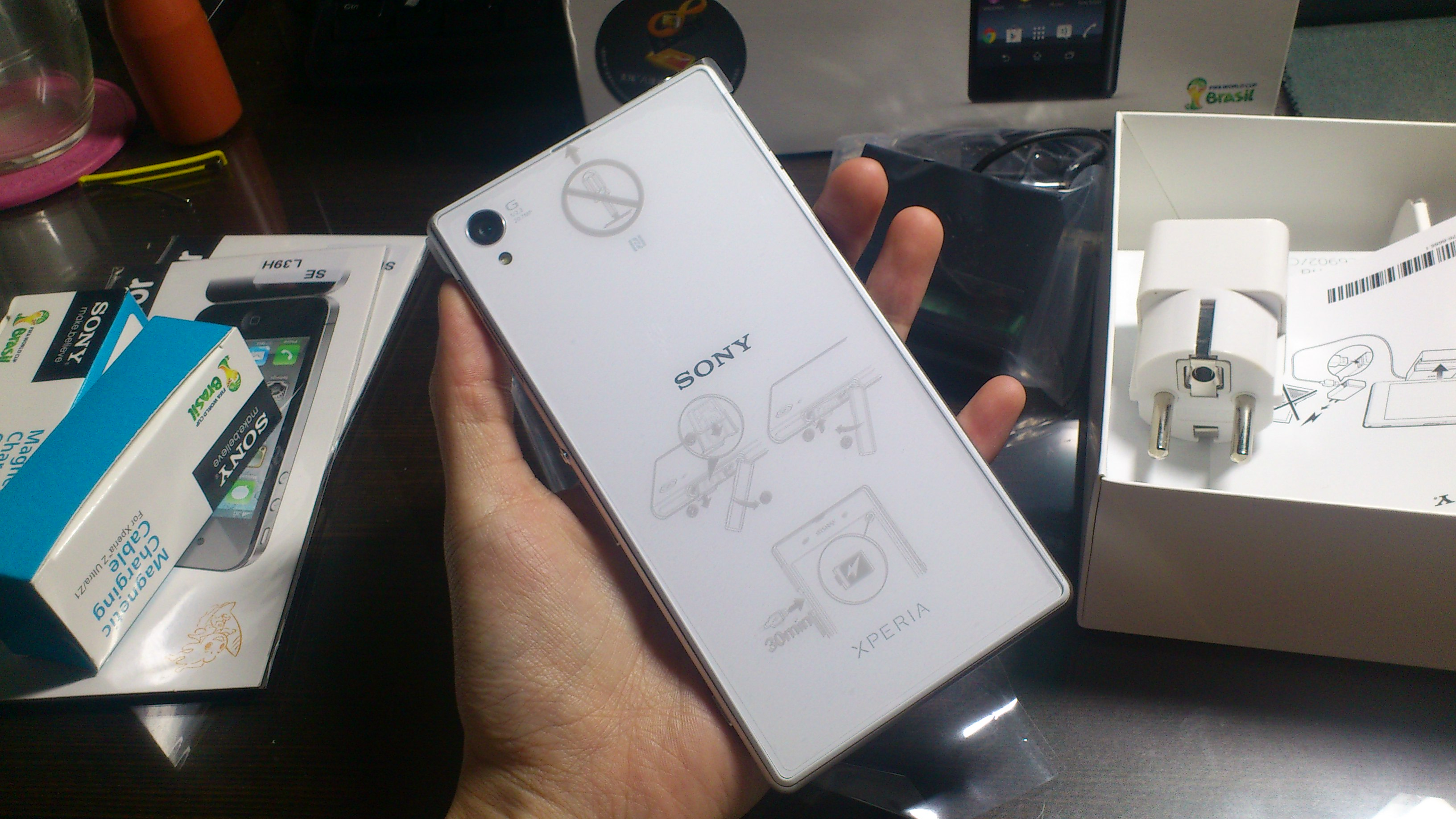
엑스페리아 Z1 화이트 후면
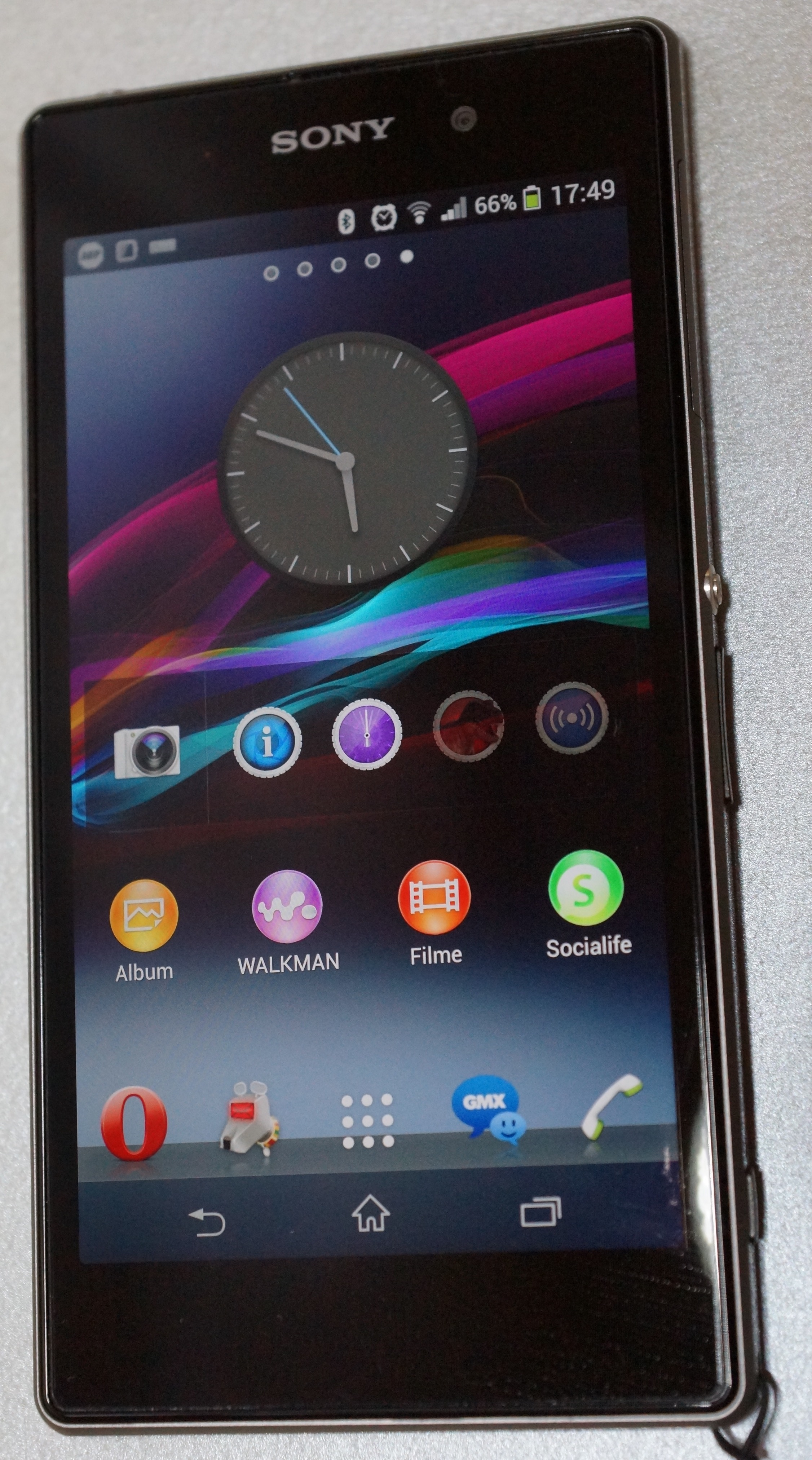
엑스페리아 Z1 검정 C6903 모델 전면사진
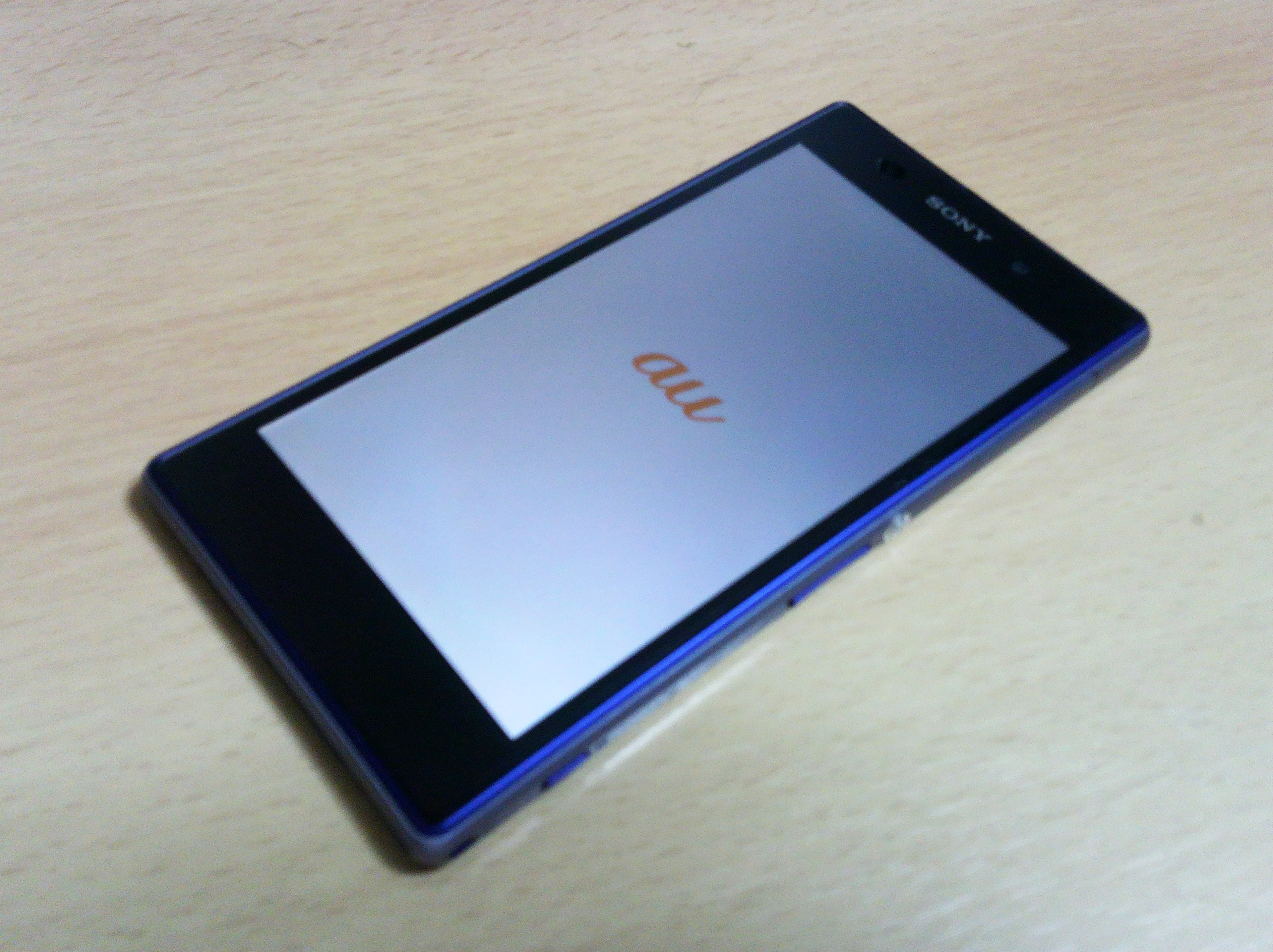
엑스페리아 Z1 퍼플 SOL23 변종모델 전면사진
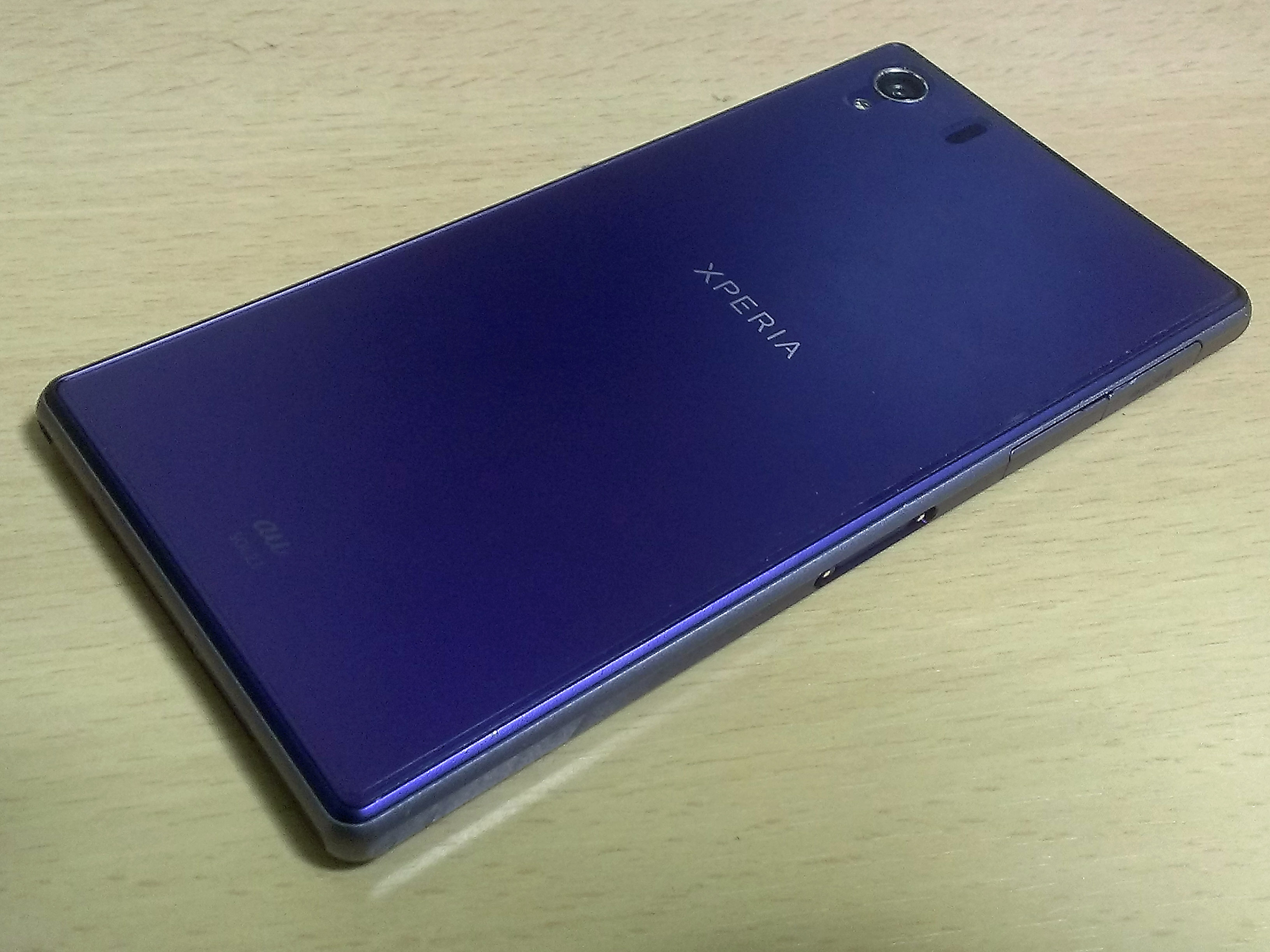
엑스페리아 Z1 퍼플 SOL23 변종모델 후면사진

## 경쟁 기종
- HTC 원
- HTC 원 맥스
- HTC 버터플라이 S
- ZTE 누비아 Z5
- 화웨이 어센드 D2
- LG G 프로 2
- 삼성 갤럭시 노트3
- 애플 아이폰 5S
- 팬택 베가 시크릿노트
- 모토로라 모토 X

## 같이 보기
- 소니 엑스페리아 Z
- 소니 엑스페리아 Z1 컴팩트